# ジュロン島
座標: 北緯1度16分02秒 東経103度42分17秒 / 北緯1.26722度 東経103.70472度
ジュロン島（ジュロンとう）は、シンガポール南西部にある人工島。ジュロン工業団地の沖合いにあった島々を埋め立てによってつなげ、一つの島にしたものである。埋め立て工事は1990年代に開始されて2009年に完工し、面積は約32平方キロメートルまで拡張された。シンガポール本島を除けば同国最大の島である。
本島とは全長2.3キロメートルの土手道によって結ばれている。島は石油化学工業基地であるため、テロリズムを警戒して厳重な保安体制が敷かれており、通行には許可が必要である。

## 歴史

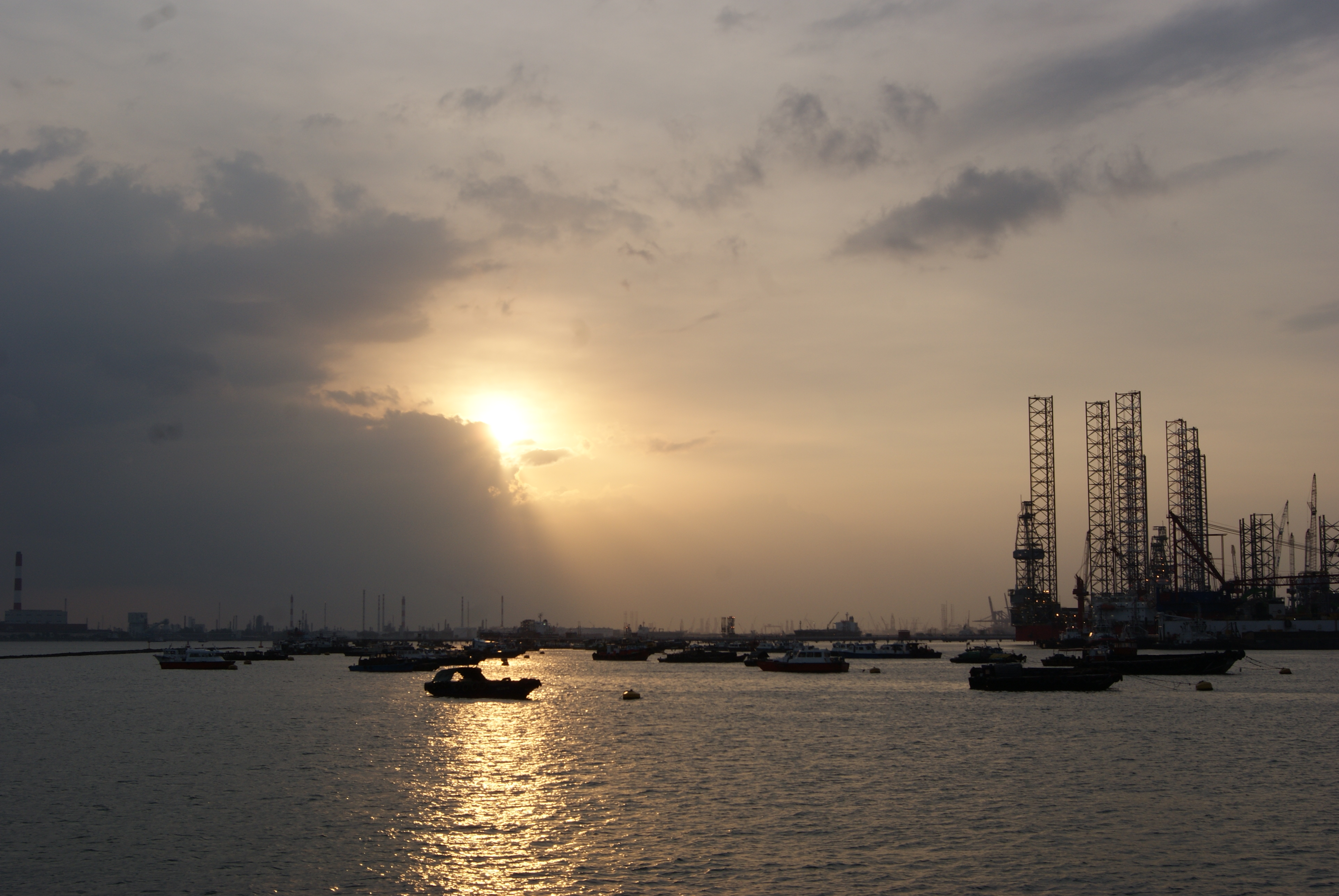
ジュロン島付近を航行する船

ジュロン島のもととなったのは、7つの島（Pulau Ayer Chawan、Pulau Ayer Merbau、Pulau Merlimau、Pulau Pesek、Pulau Pesek Kecil、Pulau Sakra、Pulau Seraya）である。1960年代まで、これらの島々は漁村地帯であり、住人たちがマレーの伝統的な木造家屋で暮らしていた。
対岸のジュロン工業団地の開発が進んだ1960年代後半から1970年代前半にかけて、3つの大きな石油企業がこれらの島々に進出する計画を立てた。すなわち、エッソがPulau Ayer Chawanに、Singapore Refinery CompanyがPulau Merlimauに、エクソンモービルがPulau Pesekに、それぞれ石油精製工場を建設するというものである。シンガポール政府はこれを機会として、経済成長のための戦略として石油化学工業を振興するという選択をおこなった。そして1970年代の経済成長によって、この選択の成功が証明されることとなった。
1980年代、シンガポールの急速な産業化に伴い、シンガポール本島では工場用地が不足するようになった。このため、ジュロンの南方に浮かぶ島々を埋め立てて繋げ1つの巨大な人工島を造成し、それまであったものも含めてさらに工業を集積した島とする計画が浮上した。1991年には、ジュロン地区を開発したJTCコーポレーション（旧ジュロン・タウン公社）が、ジュロン島建設プロジェクトのエージェントに指定された。JTCコーポレーションは工業用地建設に際し、様々な政府当局とともに計画を立案していった。
島の本格的な埋め立ては1995年に開始された。2000年10月14日、ゴー・チョク・トン首相臨席のもと、島は公式に開設された。島の完工は2009年9月24日である。ジュロン島は従来あった7つの島の合計面積9.91平方キロメートルから30平方キロメートル以上に拡大された。主要な工事請負人は日本の五洋建設であり、当初20年が予定されていた埋め立て計画よりも早く完成に至った。

## 産業

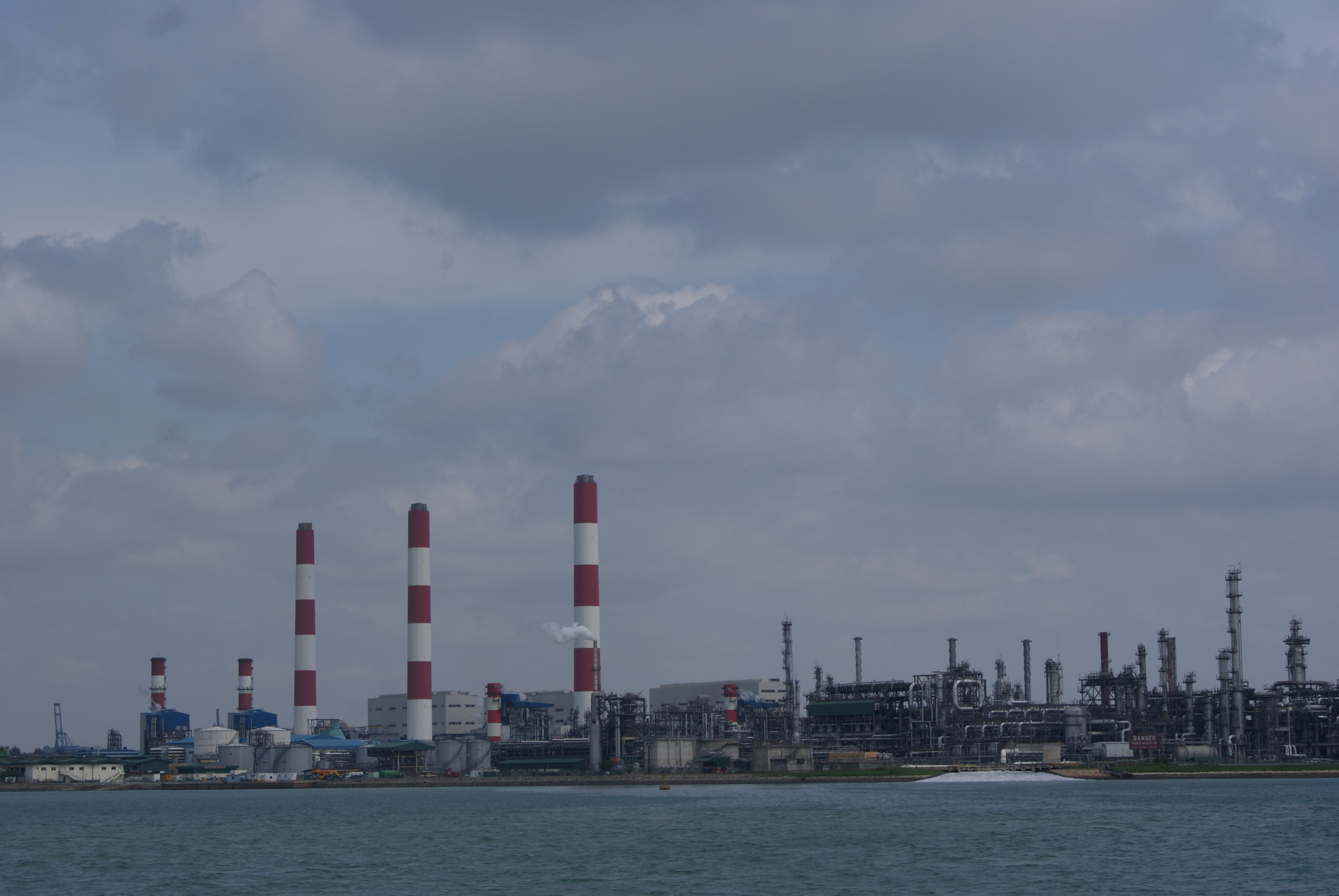
ジュロン島の石油化学工場

ジュロン島には多くの石油化学企業が拠点を置いており、迷路のように張り巡らされたパイプラインと、その中央に鎮座する巨大な円筒のタンク群からなるクラスターが点在する。主要な企業としては、BASF、BP、セラニーズ、エクソンモービル、デュポン、三井化学、シェブロン、ロイヤルダッチシェル、住友化学などがある。2010年には、80以上の企業が240億シンガポールドルもの資金を投下した。
島にある企業は、石油を原料として幅広い工業製品を生産している。石油から作られるポリカーボネートはCDやDVD、液晶テレビのパネルの原料となる。また、高吸収性ポリマーはおむつや生理用品に利用される。
エクソンモービル社は、石油精製や接触分解のプラントに40億シンガポールドルを投資し、産業用及び自動車用（F1のレーシングカーの用途も含む）の潤滑剤を生産している。デュポン社は10億シンガポールドルを投資し、自動車部品、電気器具、電線絶縁体、スポーツ用品から家庭用インテリアに至るまで多用途に使われるZytelブランドの合成樹脂（ナイロン）を生産している。
石油・ガス・石油化学をも含めた化学部門の生産額は、2005年には6650億シンガポールドルに達した（2004年度比31%増）。この生産額はシンガポールの製造セクターの生産額の32%に達する。化学クラスターによって、シンガポールは石油が埋蔵されていないにもかかわらず、世界で3本の指に入る石油精製の中心になっている。
ジュロン島の石油精製量は1日あたり130万バレルに達し、原油から分離したガソリン、灯油、ジェット燃料を国内外に販売している。接触分解プラントはナフサのような副生成物を分子レベルに分解し、プリンターのトナー、プラスチックの射出成形、半導体、飛行機用の素材といった様々な特性のある製品を生産している。
輸入原油とは別に天然ガスが、インドネシアの西ナトゥナ諸島沖合ガス田（南シナ海）から640キロメートルの海底のパイプラインを通して運ばれている。その一部は安価で大気汚染が少ない燃料に精製され、残りは接触分解プラントに供給されて石油化学製品に生まれ変わっている。2002年にはシンガポール初の圧縮天然ガス（CNG）ステーションが島に開設された。シンガポールにはCNGで走る自動車が340台以上あるが、その大部分はセキュリティの関係でジュロン島には入ることができない。シンガポール本島には2009年9月までに4箇所のCNGステーションが開かれた。

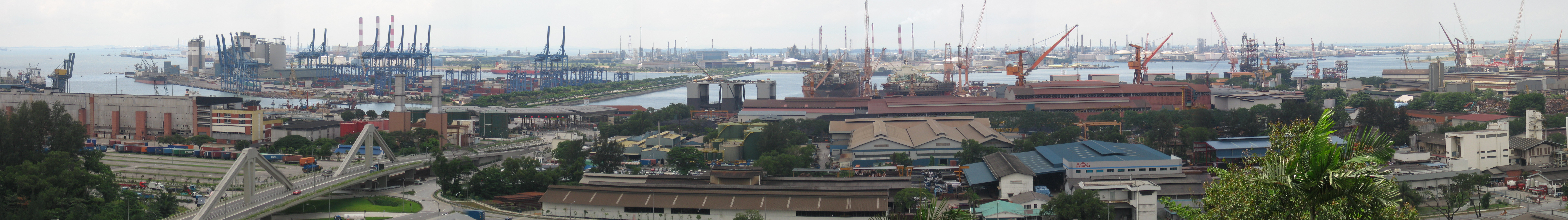
ジュロン島のパノラマ写真（本島のジュロン工業団地より）。

## 警備
ジュロン島内の警備は、非常に厳重であることで知られる。
2001年9月11日のアメリカ同時多発テロ事件以来、ジュロン島は保安地区（Protected Place）に指定されている。島へのアクセス管理は、民間警備会社が契約によって行っているが、シンガポール軍も島の保安に協力している。
島に通行できるのは、独自のセキュリティ・パスを発行されたスタッフとビジターに限られる。このほかにも保安上の理由から、さまざまな制約・遵守事項があり、島内に入る際にはカメラなどの撮影機器を持っているかを申告しなければならない。島内では、許可なく写真やビデオを撮ることは認められておらず、その場合はデータの削除かシンガポール警察に引き渡されることになる。違反が発覚した場合にパスは没収され、以後違反者が島に入ることは許可されない。
さらにパーソナルコンピューターなどの機器類も持ち込みについても、入構する地区によってゲートにて登録する必要がある。
また車で地区に入場する場合も、島の入り口でパスを見せて指紋認証をしてからトランク内の検査を受けてから入構する必要がある。さらに特定の地区で通行許可証をゲートで見せたり、駐車許可証をダッシュボードの外から見える位置に掲示しておくなど、厳しい手順を踏む必要がある。なお構内のハイウェイの制限速度は時速70kmである。

## インフラストラクチャー
本島とは「ジュロン島高速道路」（Jurong Island Highway）と呼ばれる1本の土手道（全長2.3キロメートル、1999年3月開通）によって結ばれている。いくつかの公共バス路線が本島とジュロン島とを結んでいる。
ジュロン島には2つの消防署がある。Oasis@Sakra という名を持つアメニティセンターがひとつあり、ここにはフードコートや診療所、無料の立体駐車場がある。1982年から操業している Seraya Power Station は、シンガポールで初めて本島以外に建設された発電所であり、埋立て前の Pulau Seraya に建設された。
島内に張り巡らされているパイプラインのネットワークは、企業間で途切れることのない一体化を可能にしている。例えば帝人は、CIFE社が生産した塩素を、三井化学からはビスフェノールAを、いずれもパイプラインで受け取る事ができる。赤いパイプは水を消防に運ぶものであり、緑色のパイプは冷却のために海水を運ぶものである。銀色の太いパイプラインは蒸気を運び、銀色の細いパイプラインは生産物を運んでいる。

## 将来の計画
シンガポールでは、動物用のワクチンや動物用の食品、化粧品のような消費者向けケア・アイテムや産業用の酵素といった医用生体工学部門といった、高付加価値の製品を生産し始めている。こうしたバリュー・チェーン戦略のために、シンガポール科学技術研究庁の研究機関 Institute of Chemical and Engineering Science がジュロン島に開設されている。
原油やナフサ、コンデンセートなどを貯蔵するために地下を掘削して貯蔵施設を建設する Jurong Rock Caverns (JRC) は、2007年2月に工事が開始された。シンガポール初の試みであり、JTCコーポレーションが政府の許可を受けて工事を進めている。Banyan Basinの海底の下に建設されるJRCは2013年完成予定である。320万立方メートルの貯蔵能力を持つとされており、第1段階でまず147万立方メートルの貯蔵能力を施設をつくるとしている
。
また、ジュロン島の西端とジュロン工業団地の Gul Road を結ぶ第二の土手道も計画されている。